# ダイハツドライビングミュージック
『ダイハツドライビングミュージック』（英文表記：DAIHATSU DRIVING MUSIC）は、1985年4月から山形放送ラジオ (YBC) で放送されているラジオ番組である。ダイハツ工業と同社系列ディーラーの山形ダイハツ販売によるグループ単独提供。放送時間は毎週月曜 - 金曜 16:00 - 16:05 （日本標準時）。
2015年9月25日までは単独番組だったが、同年9月28日から『ゲツキンラジオ ぱんぱかぱ〜ん』内で放送されており、『ラジぱん』が休止または短縮する時のみ単独番組として放送される。
2023年12月21日以降、筆頭スポンサーであるダイハツ工業の認証不正問題に伴い、ACジャパンのCMに差し替える措置を行っていたが、現在は通常通り提供している。

## 歴代パーソナリティ
いずれもYBCアナウンサー。

### 現在
- 大木瞳美

### 過去
- 青山友紀
- 相磯舞
- 川口満里奈
- ほか